# بلغاريا وأسلحة الدمار الشامل
طورت بلغاريا أسلحة دمار شامل، أشهرها الأسلحة الكيميائية. تركزت صناعة الأسلحة الكيميائية في سميادوفو. بحلول عام 2016، لم يعد لدى بلغاريا أي سلاح للدمار الشامل.

## برنامج الصواريخ
امتلكت جمهورية بلغاريا الشعبية ترسانة صواريخ ضخمة، تضمنت 67 صاروخ سكود و50 صاروخًا من طراز فروغ-7 و24 صاروخًا باليستيًا من طراز سبايدر. بما أن الاتحاد السوفييتي كان عازمًا على نشر أسلحته النووية في بلغاريا حال اندلاع الحرب، لم تكن الصواريخ مسلحة برؤوس حربية، ولكنها كانت فقط مجهّزة لإطلاق الأسلحة السوفييتية.
امتلك نظام إس إس-23 رؤوسًا حربيةً تقليدية إضافة إلى قدرته على حمل أسلحة الدمار الشامل. فُككت منصات ومعدات إطلاق الصواريخ النووية عام 1991. تشكلت أول فرقة عسكرية مسؤولة عن الصواريخ عام 1961. عام 1994، اشترت الدولة 64 رأسًا تقليديًا لصواريخ السكود التي حصلت عليها من روسيا. دُمرت جميع صواريخ سكود وفروغ وسبايدر عام 2002.
تعمل بلغاريا حاليًا على قاذفات صواريخ من طراز أو تي آر-21 توشكا، لكن المعلومات حول عددها الدقيق للصواريخ سريّة. جميعها مسلحة برؤوس حربية تقليدية يبلغ وزن الواحد منها 160 كيلوغرام.

## الأسلحة الكيميائية
تندر المعلومات حول الأسلحة الكيميائية لدى بلغاريا. تقع المنشأة الوحيدة المعروفة لصناعة الأسلحة الكيميائية قرب سميادوفو، والتي تنتج الآن موادًا كيميائية لأغراض مدنية. صدّقت الدولة على معاهدة حظر الأسلحة الكيميائية في عام 1994 وفككتها عام 2000.

## الأسلحة البيولوجية
وقّعت بلغاريا وصادقت على معاهدة حظر الأسلحة الكيميائية.

## الأسلحة النووية
لم تطوّر بلغاريًا أي أسلحة نووية، إلا أن بعض المعاهدات مع الاتحاد السوفييتي ضمنت نشر رؤوس حربية سوفيتية على الأراضي البلغارية في حال اندلاع حرب مع حلف شمال الأطلسي. امتلكت صواريخها من طراز أر-400 قدرات نووية. في منتصف التسعينيات، حقق مراسل صحفي يدعى غوران غوتيف في شهادة ملازم سوفييتي مجهول الهوية منشورة في جريدة كومسومولسكايا برافدا اليومية، والتي وصفت بالتفصيل وجود منشأة سوفيتية بلغارية مزعومة تحتوي على 70 رأسًا حربيًا لصواريخ تكتيكية. يتألف الموقع من «أربعة كتل سكنية من ثلاثة طوابق وثكنات وكافتريا وملعب رياضي ونادٍ اجتماعي ومتجر وساحة عامة»، ويتواجد فيه 130 موظفًا. تفككت الوحدة في عام 1989؛ شحنت الرؤوس الحربية سريعًا إلى أوكرانيا، ودُمّرت جميع المعدات والألبسة والصورة الموجودة في المنشأة. نفى مصدر رسمي تابع للجيش الروسي القصة لاحقًا. على كل حال، تلقى أربع رواد تابعين للقوات الجوية البلغارية في الثمانينيات تدريبًا في الاتحاد السوفيتي حول إطلاق الأسلحة النووية من طائرة ميغ-23 بي إن.
في عام 2001، نفت وزارة الخارجية البلغارية وجود أسلحة نووية في بلغاريا.
تمتلك الدولة إمكانية إنشاء برنامج نووي عسكري، إذ تمتلك محطة طاقة نووية في كوزلوداي ومنشأتها الخاصة لتخزين البلوتونيوم. توجد منشأة أبحاث نووية بمفاعل من نوع حوض السباحة بقدرة 200 كيلوواط قيد العمل في صوفيا. ينتج المفاعل في المنشأة بعض المواد النووية التي تُخزن بالقرب من نوفي خان.
كجزء من جهودها لحماية المواد الذرية التي يمكن استخدامها في صنع الأسلحة، ساعد جهاز المراقبة النووية التابع للأمم المتحدة بلغاريا في التخلص من اليورانيوم عالي التخصيب والمخزّن في مفاعل الأبحاث المتوقف عن العمل في صوفيا. نُقلت المادة التي كانت مخصّبة بنسبة 36% وأخذت شكل وقودٍ نقي جوًّا إلى روسيا، المورّد الأصلي بحسب الوكالة الدولية للطاقة الذرية.
راقب المفتشون التابعون للوكالة عملية تعبئة الوقود وتحققوا منها، وهو ما قالت موسكو بأنها ستعيد تصنيعة إلى يورانيوم منخفض التخصيب.
في أبريل من العام 2018، ظهرت معلومات تفيد برغبة تركيا إزالة الأسلحة النووية الأمريكية من إقليم البلاد. بعد التصريحات الرسمية لحلف شمال الأطلسي حول الرغبة في توسيع الوجود العسكري للولايات المتحدة الأمريكية في أوروبا، أصبح من الواضح بأن بلغاريا ستصبح الموقع الجديد للأسلحة النووية بدل تركيا.